# Władysław Marynowicz
Władysław Marian Marynowicz (ur. 12 sierpnia 1920 w Busku, zm. 30 marca 1977 w Londynie) – polski oficer, fotografik, wykładowca.

## Życiorys
Urodził się 12 sierpnia 1920 w Busku. Podczas II wojny światowej był więziony w sowieckich łagrach. Po uwolnieniu opuścił ZSRR wraz z armią gen. Andersa i był oficerem w szeregach 2 Korpusu Polskiego, służąc w czasie kampanii włoskiej, w tym w bitwie o Monte Cassino. Po wojnie przebywał na emigracji w Wielkiej Brytanii. 17 lipca 1956 został naturalizowany w Wielkiej Brytanii.
Od młodości interesował się fotografią. Na emigracji został cenionym fotografikiem o sporym dorobku. Wykładał fotografikę w dziale portretów i mody uczelni Ealing Technical College w Londynie. We współpracy ze swoim studentem Eugeniuszem Kokosińskim, odkrył proces posteryzacji, pozwalający na wykonywanie kolorowych zdjęć z czarno-białych negatywów. Był inicjatorem powstania Klubu Fotograficznego Polskiej YMCA w Londynie w 1950, później przekształconego w Stowarzyszenie Fotografików Polskich, którego był działaczem i przez wiele lat prezesem. Należał do Royal Photographic Society, Institute of Incorporated Photographera, Europejskiej Federacji Fotografów (EFIAP). Był członkiem honorowym salonu „Bordeaux”. Do końca życia zdobył ponad 100 nagród za swoje prace fotograficzne. Zmarł nagle 30 marca 1977 w Londynie.
Razem z poślubioną w 1952 żoną, Leokadią, z d. Szczerbowicz (1926-1990) jest pochowany na Cmentarzu Gunnersbury.

## Odznaczenia
- Krzyż Walecznych[2]
- Złoty Krzyż Zasługi – dwukrotnie (po raz drugi w 1976)[8]